# غيورج (غلزار بردسير)
غيورج (بالفارسية: گیورج) هي قرية تقع في إيران في البلدة المركزية.